# 紫锦木
紫锦木（学名：Euphorbia cotinifolia）是大戟科大戟属的植物。分布于热带美洲、台湾以及中国大陆的福建等地，目前已由人工引种栽培。